# Azygophleps sheikh
Azygophleps sheikh is een vlinder uit de familie houtboorders (Cossidae). De wetenschappelijke naam van deze soort werd voor het eerst geldig gepubliceerd in 2011 door Yakovlev & Saldaitis.
De soort komt voor in tropisch Afrika.